# ヒッピアス (ソフィスト)
エリスのヒッピアス（希: Ιππίας ο Ηλείος）は、古代ギリシアの哲学者（ソフィスト）。紀元前5世紀の中頃（紀元前460年頃）の生まれなので、プロタゴラスやソクラテスよりは若い世代である。没年は遅くともソクラテス（紀元前399年）が死んだ頃だと思われる。

## 概要
ヒッピアスはとても多芸多才な人物で、市民から尊敬されていた。さまざまな都市に重要な大使として派遣されるほどだった。後にはソフィストになるほどの、持ち前の大胆さで、ヒッピアスは詩、文法学、歴史、政治、考古学、数学、天文学、どんな学問についても自分は権威者として尊敬されていると主張し、金になるありとあらゆる行事で講義をした。
ヒッピアスは自分はプロタゴラスより人気があると自慢して、オリンピアの集会に、いつ呼ばれても、どんなテーマでも、即座に演説をやれる準備を怠らなかった。ヒッピアスに才能があったことは疑いないが、同時にうわべだけだったことも間違いない。ヒッピアスの目標は知識を与えないことだったが、自分の生徒には、どんなテーマでも議論で勝てるよう、弁論の技術を教えこんだ。ヒッピアスの自慢はとどまることがなく、自分が身につけているものもすべて自分が作ったのだと自慢したという。
プラトンは、2つの対話編『ヒッピアス (大)』と『ヒッピアス (小)』でヒッピアスの方法論を非難している。本の趣旨からして誇張してるのは疑いないだろうが、一方で、ヒッピアスは人間について十分な知識を持ち、彼が自称するような階級であったとも書いている。
フリードリヒ・アスト（1778年 - 1841年）はそれら2つの対話編の真正性を否定したが、それらは（4世紀の著作で言及されているので）同時代の著作家によって書かれたものには違いなく、真面目な思索家たちがプロのソフィストの影響力の増大に対して示した態度を間違いなく表している。
しかしながら、ヒッピアスの言葉の意味・リズムの大切さ・文学様式の力説が、ギリシア文学に貢献をしたことは疑いない。ヒッピアスはホメロスに関する優れた研究、ギリシア内外の文学集、考古学論本を書いたと信じられているが、僅かな覚え書きを除くと、何も現存していない。ヒッピアスは、最初のソフィストであるプロタゴラスやプロディコスと、ソフィストの名前を貶めたおびただしい論客たちとを結ぶリンクを作ったのだった。